# Bogujevac (gmina Kuršumlija)
Bogujevac (cyr. Богујевац) – wieś w Serbii, w okręgu toplickim, w gminie Kuršumlija. W 2011 roku liczyła 81 mieszkańców.